# MATÉLÉ (France)
Pour les articles homonymes, voir MATÉLÉ.
MATÉLÉ est une chaîne de télévision généraliste régionale française, qui couvre le département de l'Aisne, appartenant à la SAS Télé Saint-Quentin.

## Histoire de la chaîne
L'idée d'avoir une chaîne de télévision dans le Saint-Quentinois est née de la volonté de Xavier Bertrand alors maire de Saint-Quentin (2010-2016) et président du conseil régional des Hauts-de-France depuis 2016.
Pour éviter les foudres de son opposition, il confie le projet à la société dirigée par Jean-Luc Nelle (TV Loco), qui a déjà effectué[Quand ?] d'autres lancements de chaînes, comme Cytizen TV, TV Rennes, Demain TV, Télim TV…
La mairie de Saint-Quentin et la communauté d'agglomération ont alloué, en 2014, un budget annuel de 700 000 euros.
À l'origine, la chaîne était une Web TV, nommée Saint-Quentin TV.
Le 17 mai 2013, Saint-Quentin TV laisse place à MATÉLÉ, qui se lance officiellement sur la TNT,.
Le 5 avril 2016, MATÉLÉ est autorisée à diffuser en haute définition sur la TNT.
Le 16 septembre 2019, MATÉLÉ est renommée ViàMATÉLÉ après avoir rejoint le réseau de chaînes locales Vià.
ViàMATÉLÉ redevient MATÉLÉ, le 2 novembre 2021 à la suite de son départ du réseau Vià.

## Identité visuelle
La typographie du nom de la chaîne comporte des lettres capitales et des accents aigus, soit « MATÉLÉ ».

### Logos

Logo de MATÉLÉ de 2013 à 2019.
Logo de ViàMATÉLÉ de 2019 à 2021.
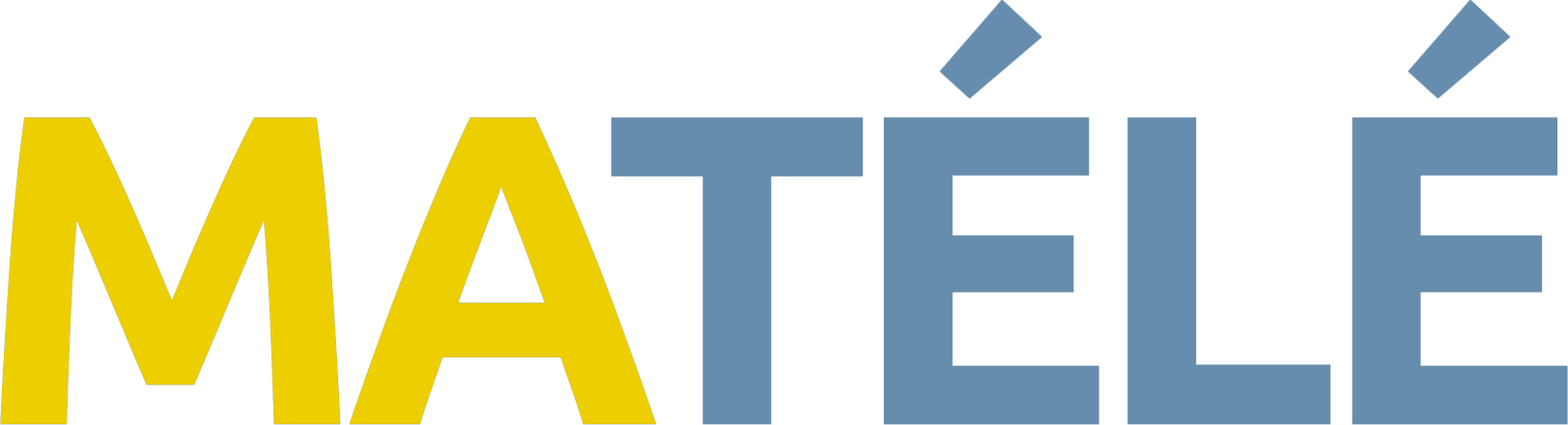
Logo de MATÉLÉ depuis 2021.

### Slogans
Au lancement de la chaîne de télévision, le slogan était "On se voit bientôt" !

## Organisation

### Capital
Les actionnaires initiaux du capital de 200 000 euros de la SAS Télé Saint-Quentin SAS sont :
- Demain Saison 2 : 56,5 % ;
- Groupe Rossel La Voix : 22,4 % ;
- Bygmalion TV : 11,2% ;
- E-Facto : 10 %.

En 2022, les actionnaires sont les suivants,:
- E-Facto : 77,6 % ;
- Groupe Rossel La Voix : 22,4 %.

### Siège
Au lancement, le siège était situé dans l'Espace Créatis, implanté sur la zone d'activité du Bois de la Chocque, avenue Archimède à Saint-Quentin.
Les locaux sont désormais situés rue Henriette Cabot à Saint-Quentin.

## Programmes
La grille des programmes est composée d'information, de divertissement et d'émissions sportives, ainsi que de débats.
La chaîne a signé un partenariat avec Wéo Picardie.

## Diffusion
MATÉLÉ est diffusée gratuitement sur la TNT, dans le nord du département de l'Aisne, sur les zones de Saint-Quentin, Hirson et Laon. Elle est également proposée sur l'ADSL (Free, Bouygues Telecom et Orange), ainsi qu'en mode télévision IP.

### Sur la TNT
La diffusion est réalisée par le multiplex R1, avec les émetteurs suivants :
| Secteur        | Site de diffusion | Source (Journal Officiel) |
| -------------- | ----------------- | ------------------------- |
| Hirson         | Landouzy          | 2016-291 Annexe no I      |
| Moÿ-de-l'Aisne | Agglomération     | 2016-291 Annexe no I      |
| Saint-Quentin  | Saint-Quentin Sud | 2016-291 Annexe no I      |

### Sur les boxes ADSL
La chaîne est diffusée sur les canaux suivants :
- Bbox : no 407 ;
- Freebox TV : no 937 (depuis le 3 mai 2016[12]) ;
- Orange TV : no 347.